# 尼科利斯克农村居民点
尼科利斯克农村居民点（俄语：Сельское поселение Никольское）是俄罗斯联邦沃洛格达州尼科利斯克区所属的一个农村居民点。其下辖有74个居民点，行政中心为尼科利斯克。据2016年统计，该农村居民点的人口为2458人。